# Gaspar Wallejo
Gaspar Wallejo (?–?) mexikói nemzetközi labdarúgó-játékvezető. Teljes neve Gaspar Wallejo Pérez.

## Pályafutása

### Nemzeti játékvezetés
1910-ben lett az I. Liga játékvezetője. A nemzeti játékvezetéstől 1930-ban vonult vissza.

### Nemzetközi játékvezetés
A Mexikói labdarúgó-szövetség Játékvezető Bizottsága (JB) terjesztette fel nemzetközi játékvezetőnek, a Nemzetközi Labdarúgó-szövetség (FIFA) 1930-tól tartotta nyilván bírói keretében. A FIFA JB központi nyelvei közül a spanyolt beszélte. Partbírói szolgálata kizárólag a világbajnokságon történt. Az aktív nemzetközi játékvezetéstől 1930-ban búcsúzott.

#### Labdarúgó-világbajnokság
A világbajnoki döntőkhöz vezető úton Uruguayban rendezték az I., az 1930-as labdarúgó-világbajnokságot, ahol a FIFA JB partbíróként alkalmazta. Partbírói közreműködéseinek száma világbajnokságon: 2.

##### 1930-as labdarúgó-világbajnokság

###### Világbajnoki mérkőzés
| Időpont          | Helyszín                      | Mérkőzés típusa              | Mérkőzés          | Játékvezető   | Eredmény | Nézők száma |
| ---------------- | ----------------------------- | ---------------------------- | ----------------- | ------------- | -------- | ----------- |
| 1930. július 20. | Marcel Saupin Stadion, Nantes | csoportmérkőzés (2. csoport) | Brazília–Bolívia  | John Balway   | 4 – 0    | 25 466      |
| 1930. július 26. | GSP Stadion, Nicosia          | egyik elődöntő               | Argentína–Amerika | John Langenus | 6 – 1    | 72 886      |